# Pedro Castellano
Pedro Orlando Castellano Arrieta (Barquisimeto, estado Lara - 11 de marzo de 1970) es un ex tercera base / primera base y bateador derecho de las Grandes Ligas de Béisbol venezolano que jugó para los Rockies de Colorado (1993, 1995-1996). También jugó una temporada en Japón para los Yomiuri Giants en 1997.

## Carrera
Jugó una temporada como futbolista en el Eibar , ahí se destacó, aunque no era muy conocido, hizo grandes cosas por su club, pero él prefería el béisbol
Se inició en el béisbol a los cinco años de edad cuando jugaba en una de las dos ligas que existían en Barquisimeto, con los Criollitos de Venezuela.

### En grandes ligas
El 14 de abril de 1988 firmó con los Chicago Cubs y fue asignado al Wytheville Cubs de categoría rookie. Su destacada actuación con el bate le permitió ascender las ligas menores de los Cachorros pasando en 1990 a los Winston-Salem Spirits y Peoria Chiefs de categoría A; en 1991 jugó media temporada entre los Charlotte Knights, doble A; y en 1992 tuvo acción con Iowa Cubs, triple A.
El 17 de noviembre de 1992 fue seleccionado por los Colorado Rockies en el drat de expansión quienes lo asignaron a su filial tripe A Colorado Springs Sky Sox donde estuvo alternado con el equipo mayor hasta el 30 de septiembre de 1996 cuando quedó como agente libre.
En las mayores, bateó .161 en su carrera (15 de 93) con tres jonrones, 9 carreras impulsadas, 13 carreras, 2 dobles y una base robada en 51 juegos.

### En la liga japonesa
En 1997 fue dejado libre por Colorado y fue contratado por los Yomiuri Giants  en la Liga Japonesa de Béisbol Profesional. Sólo participó en esa temporada y dejó promedio de bateo de .197, producto de conectar 64 imparables en 122 apariciones. En total produjo 8 dobles, 4 jonrones, anotó 8 carreras e impulsó 23.

### En la liga mexicana
En 1998 fue contratado en la Liga Mexicana de Béisbol por los Diablos Rojos del México con quienes jugó hasta 2001, cuando pasa a los Guerreros de Oaxaca por una temporada, para luego ser firmado por los Piratas de Campeche en 2003. Para la campaña de 2004 vuelve con los Diablos y en la 2005 forma parte de Leones de Yucatán. Ese mismo año, es reclutado por los Venados de Mazatlán, en la Liga Mexicana del Pacífico, por una zafra y posteriormente vio acción por Cañeros de Los Mochis.
Para 2008, adquiere la nacionalidad mexicana y es contratado por los Tecolotes de Nuevo Laredo con quienes juega por tres años y termina su carrera en la pelota mexicana con los Tigres de Quintana Roo y con los Rojos del Águila de Veracruz.
Con más de 500 juegos en México y casi 100 cuadrangulares, en el 2022 fue seleccionado como uno de los "Diablos más Diablos", salón de la fama de la franquicia.

### En la liga venezolana
Castellanos jugó 15 temporadas en la Liga Venezolana de Béisbol Profesional, 6 con los Tigres de Aragua y 9 con las Águilas del Zulia. Con los zulianos, formó parte del equipo que obtuvo el campeonato en las temporadas 91-92 y 92-93. En la última final empujó seis carreras, dio un jonrón y promedió .313 contra Navegantes del Magallanes. Entre las temporadas 92-93 y 93-94 remolcó 67 carreras, bateó 6 jonrones, 24 dobles y 3 triples, además de anotar 50 carreras. 
Para la campaña de 1997-1988 fue cambiado a los Tigres, junto con Blas Cedeño por el receptor Eduardo Pérez. Destacó su participación en las temporadas de 1999-1998 y 2001-2002, en las que obtuvo el galardón del Regreso del Año, en este aúltima también recibió el Guante de Oro por su labor defensiva en primera base.
De por vida en la liga alcanzó 318 carreras remolcadas, 601 imparables, 125 dobles, 32 jonrones y promedio de .259.

## Vida personal
Proviene de una familia de tres hermanos, donde él es uno de los dos varones, y una hermana. Su padre trabajó como vendedor de autos y barman; mientras que su mamá era secretaria.